# Orthetrum austeni
Orthetrum austeni är en trollsländeart som först beskrevs av Kirby 1900.  Orthetrum austeni ingår i släktet Orthetrum och familjen segeltrollsländor. IUCN kategoriserar arten globalt som livskraftig. Inga underarter finns listade i Catalogue of Life.